# Некрополь Гаудо

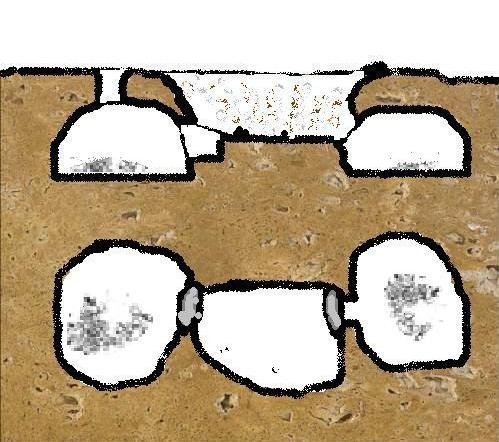
Приклад гробниці культури Гаудо

Некрополь Гаудо — археологічна пам'ятка неподалік від археологічної зони Пестум.
Найбільш ранні сліди поселень в пестумській зоні належать до епохи палеоліту; більш пізні відносяться до так званої «культури Гаудо».
Приблизно в 1 км від Пестума англо-американськими військами в 1944 році під час спорудження тимчасового аеродрому був виявлений древній некрополь площею у 2000 м², що включав 34 могили. «Гробниці-печі» видовбували у скелястій породі й забезпечувалися сходами для входу і однією або двома поховальними камерами.
Похоронний ритуал здійснювала група з декількох людей. Після того, як спорудження похоронної камери завершувалося, її завалювали масивною кам'яною плитою. Гробниці використовувалися і для наступних підпоховань; в цьому випадку рештки нового мерця вкладалися на дно гробниці, до попередніх останків. У гробницях виявлено аскоси — спеціальні посудини для солі.
Вивчення розташування кісток і похоронних дарів дозволяє припустити, що поховання були згруповані по кланах (ймовірно, вони були військовими об'єднаннями).

## Ресурси Інтернету
- Вікісховище має мультимедійні дані за темою: Некрополь Гаудо
- Культура Гаудо